# Scytodes triangulifera
Scytodes triangulifera là một loài nhện trong họ Scytodidae.
Loài này thuộc chi Scytodes. Scytodes triangulifera được William Frederick Purcell miêu tả năm 1904.